# Freigrafschaft Heppen
Die Freigrafschaft Heppen war ein im Spätmittelalter bestehender eigenständiger Gerichtsbezirk (eine Freigrafschaft bzw. Freigericht) mit dem Gerichtsort Heppen, heute ein Ortsteil von Bad Sassendorf. Der Großteil der Freigrafschaft Heppen wurde sukzessive fester Bestandteil des Herrschaftsgebiets der Stadt Soest, der später so genannten Soester Börde.

## Territorialbestand und Entwicklung
Die Freigrafschaft ist spätestens ab 1262 fassbar, als der Ritter Rotger Pape (= Clericus), Inhaber des Königsbanns für die Vogtei Soest, auch als Richter im Freigericht genannt wird. Das Freigericht H. wird hierbei als Vogtding, als Vogtgericht bezeichnet. Die Freigrafschaft wurde 1368 zusammen mit der Grafschaft Arnsberg an das Erzstift Köln verkauft; die Stadt Soest, die den Kölner Erzbischof finanziell unterstützt hatte, erhielt bei diesem Vorgang die Freigrafschaft als Pfand im Gegenwert von 500 Gulden. Zwar ist offenbar die Einlösung der Pfandsumme bis 1394 erfolgt, doch ist das Gebiet der Freigrafschaft später, mit Ausnahme von Brockhausen, Bestandteil der Soester Börde. Zum Gebiet der Freigrafschaft Heppen gehörten im Jahr 1394 die folgenden Siedlungen: Gabrechten, Heppen, Lohne, Sassendorf und Weslarn, heute Teile von Bad Sassendorf, sowie Brockhausen, heute Teil von Lippetal. Innerhalb der Soester Börde gehörten Gabrechten, Lohne und Sassendorf zur Oberbörde und Heppen sowie Weslarn zur Niederbörde.